# Arteră sacrală mediană
Artera sacrală mediană este o arteră mică care apare de pe partea posterioară a aortei abdominale și superioară bifurcației acesteia.

## Anatomie
Artera sacrală mediană apare din aorta abdominală la nivelul sfertului inferior al celei de-a treia vertebre lombare .  Coboară pe linia de mijloc, în fața celei de-a patra și a cincea vertebre lombare, a sacrului și a coccisului, terminându-se în glomus coccygeum (glanda coccigiană).
Ramuri scurte trec de la acesta, la suprafața posterioară a rectului.
Pe ultima vertebră lombară se anastomozează cu ramura lombară a arterei iliolombare; în fața osului sacru se anastomozează cu arterele sacrale laterale, trimițând ramuri în foramenul sacral anterior.
Traversează vena iliacă comună stângă și este însoțită de o pereche de vene comitante; acestea se unesc pentru a forma un singur vas care se deschide în vena iliacă comună stângă.

### Dezvoltare
Artera sacrală mediană este morfologic continuarea directă a aortei abdominale.  Este vestigială la oameni, dar este mare la animalele cu cozi, cum ar fi crocodilul.

## Imagini suplimentare

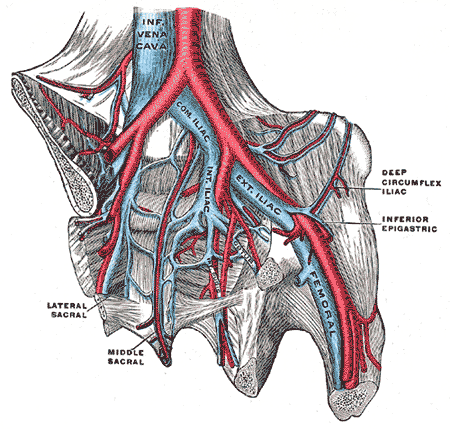
Venele iliace.
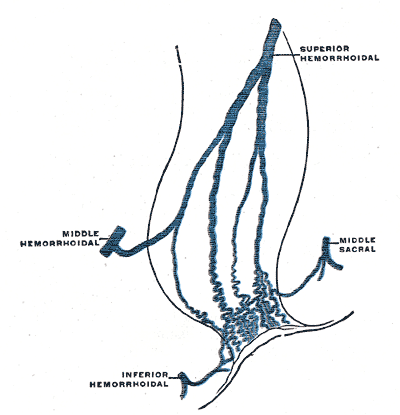
Schema anastomozei venelor rectului.
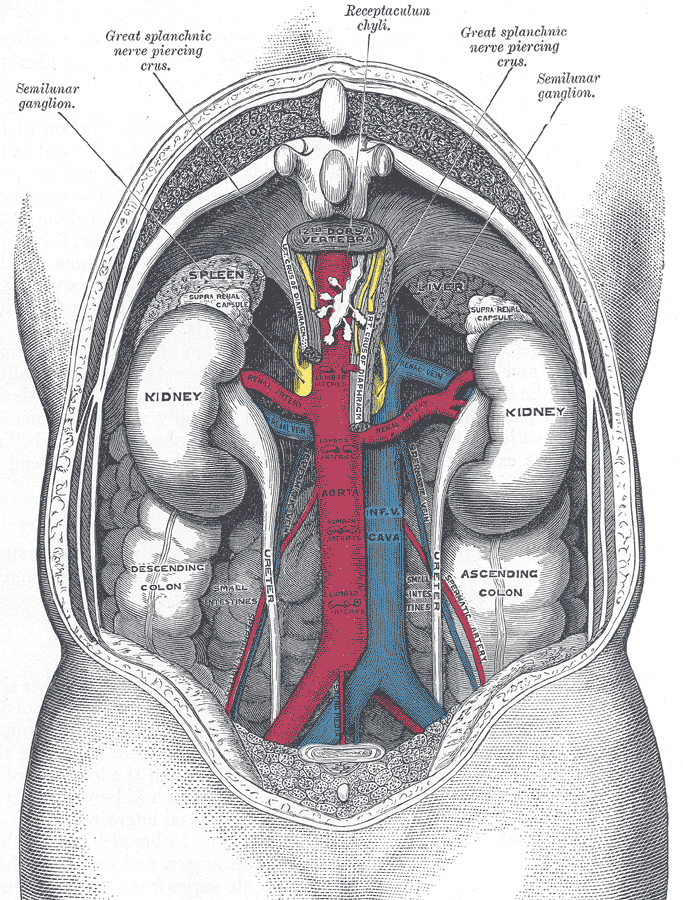
Relațiile viscerelor și vaselor mari ale abdomenului.
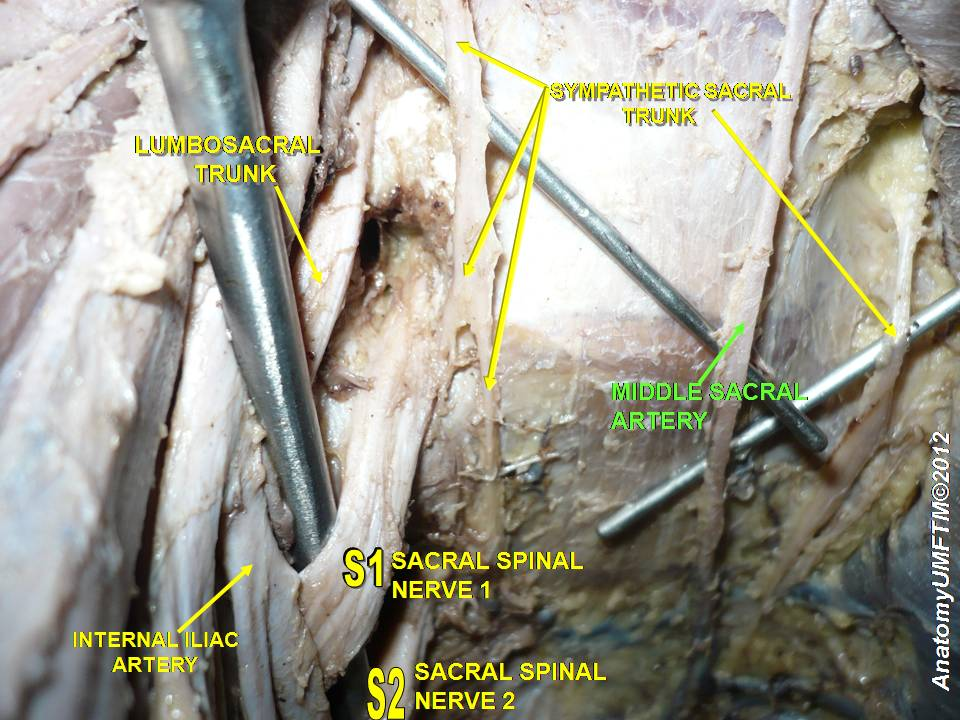
Artera sacrală mediană
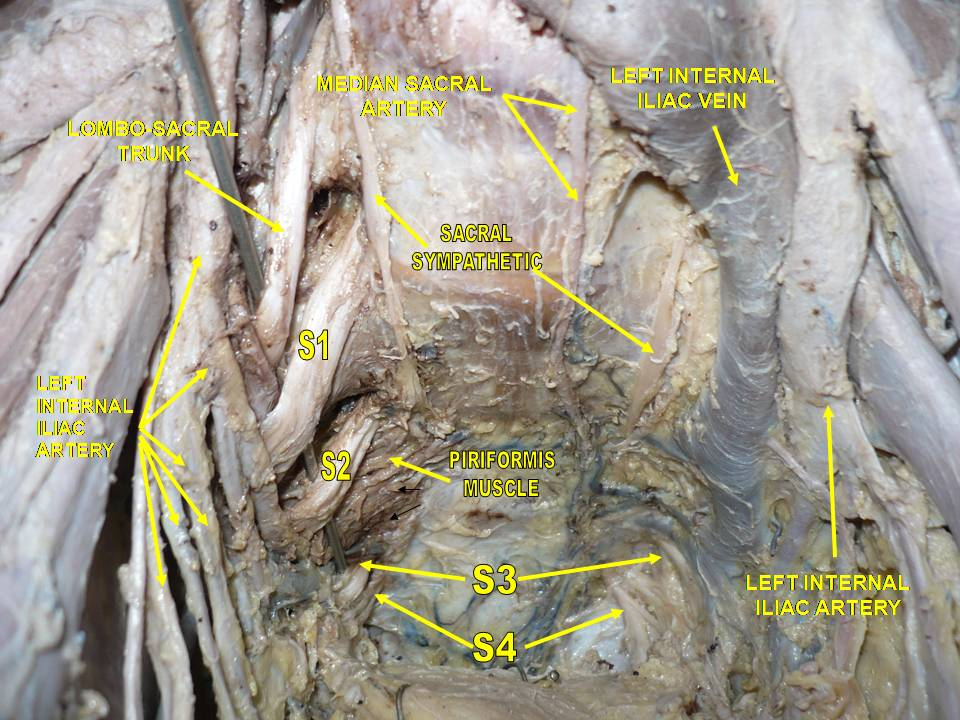
Conținut pelvian: masculin. Vedere superioară. Disecție profundă.